# Courry
Courry est une commune française située dans le nord du département du Gard, en région Occitanie.
Exposée à un climat méditerranéen, elle est drainée par le Valat de la Vigna et par deux autres cours d'eau. Incluse dans les Cévennes.
Courry est une commune rurale qui compte 283 habitants en 2022, après avoir connu un pic de population de 725 habitants en 1856.  Elle fait partie de l'aire d'attraction d'Alès. Ses habitants sont appelés les Courriols ou Courrioles.
Le patrimoine architectural de la commune comprend un immeuble protégé au titre des monuments historiques : l'église de la Nativité-de-Marie, inscrite en 1982.

## Géographie

### Situation et description
Courry est une petite commune à l'aspect essentiellement rural rattaché à la communauté de communes Cèze-Cévennes, positionnée dans la partie septentrionale du département du Gard.

### Hydrographie et relief
Le village de Courry se distingue par deux espaces géographiques différents. D’un côté, du sud à l’ouest, une chaîne des serres cévenoles qui culmine à 514 m d’altitude. Elle est couverte par une forêt de châtaigniers. Pendant des siècles, la culture des châtaigniers a constitué l’économie primordiale de ce territoire inclus dans le massif cévenol. Le côté nord-est, avec une altitude moyenne de 260 m, fait partie de l’important plateau calcaire, couvert par la garrigue, à cheval sur la Basse Ardèche et le Haut Gard. Ce maquis aux  essences méditerranéennes : buis, cades, chênes kermès, thym … détient, en son sein, des Diamants noirs avec des gîtes à Tuber mélanosporum ou truffes du Périgord. Pendant des siècles l'acharnement du travail de l'homme, mémorisé par les rompudes, a créé des lopins de terre parmi les bancs rocheux omniprésents. Cette obstination, caractère essentiel des cévenols, a maintenu un verger : oliviers, mûriers, vignes, amandiers…  complément nutritif, non négligeable, après la châtaigne. La récession agricole a commencé avec l'arrivée de la révolution industrielle, ponctuée par des fléaux naturels successifs : disparition de la vigne attaquée par le phylloxéra à partir de 1863, gel des oliviers en 1956, abandon des mûriers à la suite de la régression de la sériciculture, mécanisation de l’agriculture impossible en ces lieux. Toutes ces calamités ont donné raison à la nature pour reprendre ses droits.

### Climat
Pour des articles plus généraux, voir Climat de l'Occitanie et Climat du Gard.
En 2010, le climat de la commune est de type climat méditerranéen franc, selon une étude s'appuyant sur une série de données couvrant la période 1971-2000. En 2020, Météo-France publie une typologie des climats de la France métropolitaine dans laquelle la commune est exposée à un climat de montagne ou de marges de montagne et est dans la région climatique Provence, Languedoc-Roussillon, caractérisée par une pluviométrie faible en été, un très bon ensoleillement (2 600 h/an), un été chaud (21,5 °C), un air très sec en été, sec en toutes saisons, des vents forts (fréquence de 40 à 50 % de vents > 5 m/s) et peu de brouillards.
Pour la période 1971-2000, la température annuelle moyenne est de 12,7 °C, avec une amplitude thermique annuelle de 17,2 °C. Le cumul annuel moyen de précipitations est de 1 286 mm, avec 7,6 jours de précipitations en janvier et 4 jours en juillet. Pour la période 1991-2020, la température moyenne annuelle observée sur la station météorologique la plus proche, située sur la commune de La Grand-Combe à 14 km à vol d'oiseau, est de 13,7 °C et le cumul annuel moyen de précipitations est de 1 414,0 mm,. Pour l'avenir, les paramètres climatiques de la commune estimés pour 2050 selon différents scénarios d’émission de gaz à effet de serre sont consultables sur un site dédié publié par Météo-France en novembre 2022.

### Milieux naturels et biodiversité

#### Espaces protégés
La protection réglementaire est le mode d’intervention le plus fort pour préserver des espaces naturels remarquables et leur biodiversité associée,.
Dans ce cadre, la commune fait partie de l'aire d'adhésion du Parc national des Cévennes. Ce  parc national, créé en 1967, est un territoire de moyenne montagne formé de cinq entités géographiques : le massif de l'Aigoual, le causse Méjean avec les gorges du Tarn et de la Jonte, le mont Lozère, les vallées cévenoles ainsi que le piémont cévenol.
La commune fait partie de la zone de transition des Cévennes, un territoire d'une superficie de 116 032 ha reconnu réserve de biosphère par l'UNESCO en 1985 pour la mosaïque de milieux naturels qui la composent et qui abritent une biodiversité exceptionnelle, avec 2 400 espèces animales, 2 300 espèces de plantes à fleurs et de fougères, auxquelles s’ajoutent d’innombrables mousses, lichens, champignons,.

## Urbanisme

### Typologie
Au 1er janvier 2024, Courry est catégorisée commune rurale à habitat dispersé, selon la nouvelle grille communale de densité à sept niveaux définie par l'Insee en 2022.
Elle est située hors unité urbaine. Par ailleurs la commune fait partie de l'aire d'attraction d'Alès, dont elle est une commune de la couronne,. Cette aire, qui regroupe 64 communes, est catégorisée dans les aires de 50 000 à moins de 200 000 habitants,.

### Occupation des sols
L'occupation des sols de la commune, telle qu'elle ressort de la base de données européenne d’occupation biophysique des sols Corine Land Cover (CLC), est marquée par l'importance des forêts et milieux semi-naturels (91,8 % en 2018), en diminution par rapport à 1990 (93,7 %). La répartition détaillée en 2018 est la suivante : 
forêts (49,5 %), milieux à végétation arbustive et/ou herbacée (42,3 %), zones urbanisées (5,2 %), zones agricoles hétérogènes (3 %). L'évolution de l’occupation des sols de la commune et de ses infrastructures peut être observée sur les différentes représentations cartographiques du territoire : la carte de Cassini (XVIIIe siècle), la carte d'état-major (1820-1866) et les cartes ou photos aériennes de l'IGN pour la période actuelle (1950 à aujourd'hui).

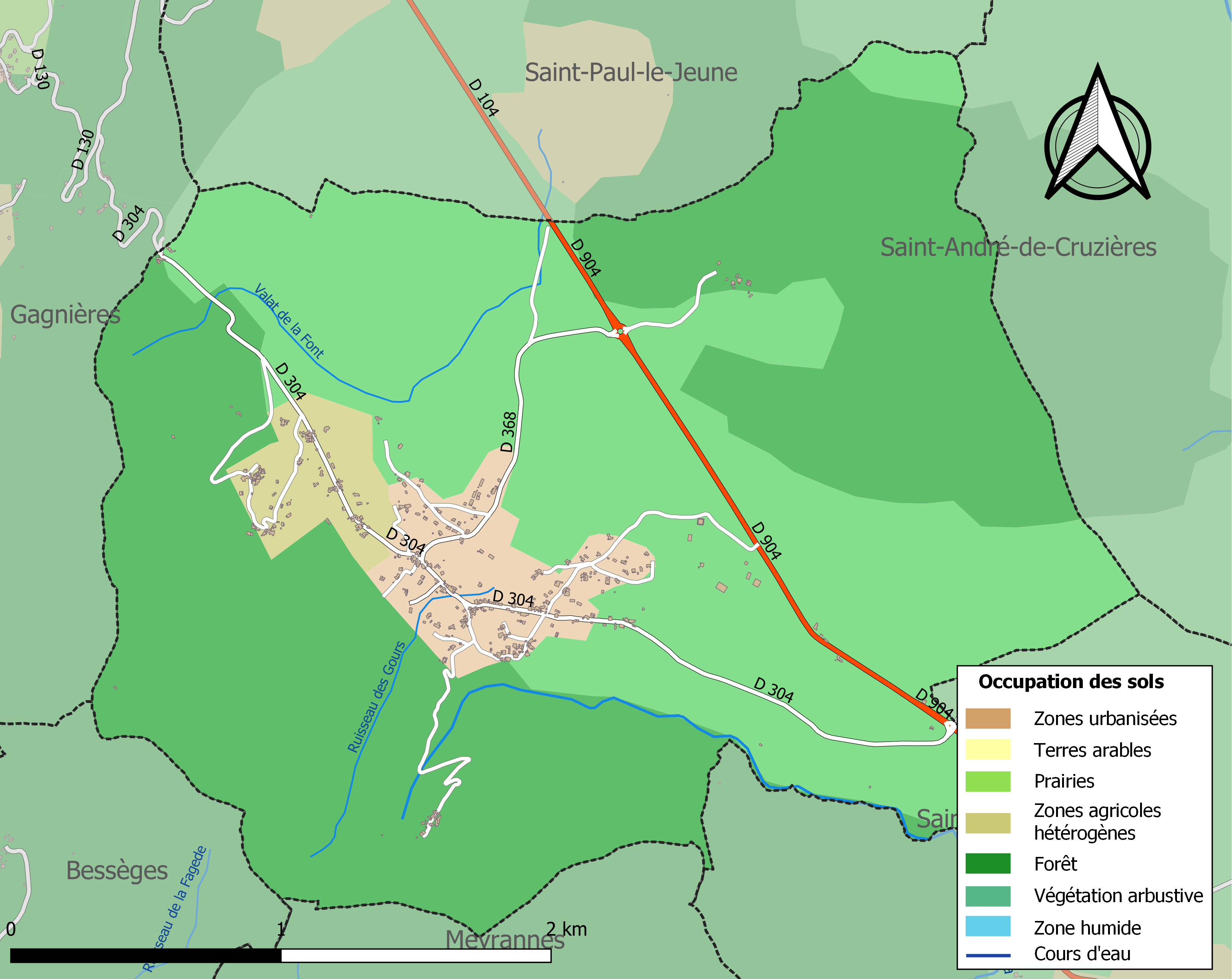
Carte des infrastructures et de l'occupation des sols de la commune en 2018 (CLC).

### Risques majeurs
Le territoire de la commune de Courry est vulnérable à différents aléas naturels : météorologiques (tempête, orage, neige, grand froid, canicule ou sécheresse), inondations, feux de forêts, mouvements de terrains et séisme (sismicité modérée). Il est également exposé à un risque particulier : le risque de radon. Un site publié par le BRGM permet d'évaluer simplement et rapidement les risques d'un bien localisé soit par son adresse soit par le numéro de sa parcelle.

#### Risques naturels
Certaines parties du territoire communal sont susceptibles d’être affectées par le risque d’inondation par débordement de cours d'eau et par une crue torrentielle ou à montée rapide de cours d'eau, notamment La commune a été reconnue en état de catastrophe naturelle au titre des dommages causés par les inondations et coulées de boue survenues en 1982, 1983, 1987, 1993, 1995, 1998, 2008, 2015 et 2018,.

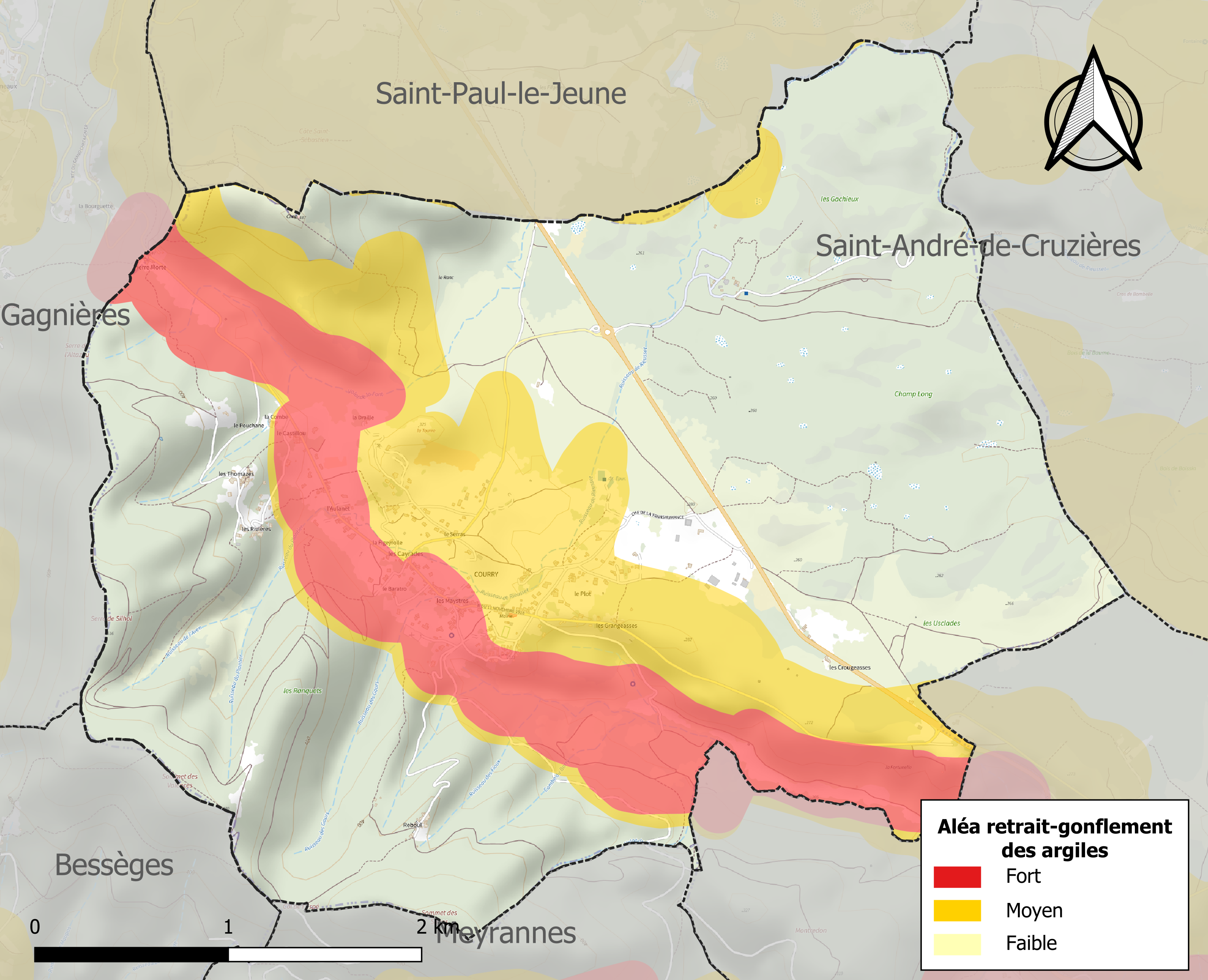
Carte des zones d'aléa retrait-gonflement des sols argileux de Courry.

La commune est vulnérable au risque de mouvements de terrains constitué principalement du retrait-gonflement des sols argileux. Cet aléa est susceptible d'engendrer des dommages importants aux bâtiments en cas d’alternance de périodes de sécheresse et de pluie. 34,5 % de la superficie communale est en aléa moyen ou fort (67,5 % au niveau départemental et 48,5 % au niveau national). Sur les 221 bâtiments dénombrés sur la commune en 2019, 179 sont en aléa moyen ou fort, soit 81 %, à comparer aux 90 % au niveau départemental et 54 % au niveau national. Une cartographie de l'exposition du territoire national au retrait gonflement des sols argileux est disponible sur le site du BRGM,.
Par ailleurs, afin de mieux appréhender le risque d’affaissement de terrain, l'inventaire national des cavités souterraines permet de localiser celles situées sur la commune.
Concernant les mouvements de terrains, la commune a été reconnue en état de catastrophe naturelle au titre des dommages causés par des mouvements de terrain en 1983.

#### Risque particulier
Dans plusieurs parties du territoire national, le radon, accumulé dans certains logements ou autres locaux, peut constituer une source significative d’exposition de la population aux rayonnements ionisants. Certaines communes du département sont concernées par le risque radon à un niveau plus ou moins élevé. Selon la classification de 2018, la commune de Courry est classée en zone 3, à savoir zone à potentiel radon significatif.

## Toponymie
Occitan Courri. Transcrit Courrio en 950, peut-être du nom de personne latin Curius.

## Histoire

### Préambule
Les observations archéologiques et l'étude des anciens chemins permettent de penser que le village de Courry a vu le jour par une fixation de ses premiers occupants le long d'anciennes voies. Les principales sont : La draille du Languedoc qui canalisait la transhumance des ovins, vers le mont Lozère. La Vieille route où transitaient de nombreux échanges commerciaux ou militaires entre les plaines méditerranéennes et le Massif central. Au gré des mutations politiques, elle deviendra Chemin Royal, Chemin Impérial, Route nationale 104 pour finir par l’actuelle dénomination : Départementale 904. Une voie peu connue mais qui subsiste sous forme de témoins partiels : Le Chemin Muletier qui se déroulait le long du thalweg  de la châtaigneraie. La caractéristique d’implantation des maisons du village s'observe au travers de constructions en chapelet, des mas et des hameaux, qui s'égrènent le long d’une dorsale principale complétée par des voies secondaires.

### Préhistoire
Malgré l’occupation temporaire de la garrigue, les anciens ont respecté l’implantation des tombes préhistoriques. Courry a le privilège de compter vingt-deux coffres mégalithiques de l’époque chalcolithique (- 2300 à – 1800 ans av. J.-C.).

### Antiquité
Pour la période gallo-romaine, une ruine, aujourd’hui disparue, a permis de mettre en évidence un établissement rural où se pratiquait l'élevage du mouton. Ce site a livré de nombreux tessons de poterie, des pièces de monnaie s’échelonnant de l’époque romaine au XIIIe siècle et une quantité de fusaïoles (contrepoids en pierre de la bobine d’une quenouille).

### Moyen Âge
Le document écrit le plus ancien, connu actuellement, remonte en l’an 950. Il précise d'après la Charta vétus   ou Recueil de chartes anciennes que Ennus, évêque du Vivarais, possède trente fermes à Courry (Currio). Depuis ces temps ancestraux Courry se trouve rattaché au Vivarais et dépendait du diocèse de Viviers. Il formait avec les communautés de Banne, Brahic et Malbosc La presqu’île du Vivarais  incluse dans le territoire de l’Uzêge.
Du XIIe siècle, l'église a conservé l’essentiel de son architecture primitive avec son abside en cul de four ornée, surmontée en extérieur, d’une remarquable corniche à modillons. Le mur de façade de ce monument est coiffé d’un clocher peigne. Les spécialistes attribuent  cet édifice  au roman auvergnat fin du XIIèm siècle. À partir de cette période, les textes anciens mettent en évidence le rattachement de la paroisse de Courry à l’abbaye de Bonnevaux, sous tutelle des chanoines de l’ordre de Saint Ruf, elle-même dépendante de l’évêque du Vivarais. Pendant six siècles la communauté courriole dépendra de l’ancien diocèse du Vivarais qui se nomme aujourd’hui : Ardèche. Cette situation sera profondément modifiée après la Révolution Française avec la création des départements (1792). Courry deviendra commune gardoise.
Au XVe siècle, un manuscrit très intéressant, L’Estime de 1464, donne une description assez précise du village, avec les noms des habitants, les types de cultures, les noms de lieux etc. Ce document met en évidence la composition d’une communauté essentiellement rurale avec pour économie principale la culture de la châtaigne. Par là même, le village de Courry se trouve inclus dans la région des Cévennes.

### Révolution française et Empire
Durant la Révolution française, le comte François-Louis de Saillans (1742-1792) tente une contre-révolution royaliste (3e camp de Jalès), suivi par environ 6 600 paysans. Il enlève le fort de Banne début juillet 1792. Il est rapidement repris par le général d’Albignac, venu de Bourg-Saint-Andéol.
Le 11 juillet 1792, le groupe pro-royaliste, composé de quatre cents hommes, se posta dans les bois de Courry pour tendre une embuscade à un  détachement de l’armée révolutionnaire qui venait à sa rencontre. Le combat fut acharné. L’armée du Gard dut user du canon contre les insurgés. Une grande partie des réfractaires périt au cours de cet affrontement dont un des chefs : Monsieur le Chevalier de Melon. Ce sanglant accrochage restera gravé, dans les annales historiques, sous la dénomination de Victoire de Courry. De nombreux villages, du sud ardéchois, subirent la foudre des armées révolutionnaires. Le 12 juillet 1792, le fort de Banne est incendié par les combats et réduit en ruines. Le chef principal de cette rébellion, le Comte François-Louis de Saillans
, en fuite, sera repris, conduit aux Vans et décapité sans jugement ainsi que plusieurs de ses complices le 22 juillet 1792.

### Époque contemporaine
Après les périodes de troubles, comme tous les villages de France et de Navarre, Courry conserve ses activités rurales au travers des multiples vicissitudes du temps. Son agriculture reste toujours à la limite du précaire malgré son implantation généralisée sur la totalité de son territoire. Il doit, en parallèle, confronter les nombreuses épidémies et la forte charge des impôts. La Révolution le marque profondément avec l’abandon du Vivarais et son rattachement au département du Gard. Des mutations profondes s’enclenchent avec la prospection minière dans la région. Dans le village plusieurs exploitations du minerai de fer verront le jour mais les gisements trop lenticulaires seront de courte durée. Les mineurs paysans se convertissent dans les mines de charbons environnantes. Suivra la litanie des causes d’abandon de la terre avec la mécanisation agricole peu adaptée aux terrains caillouteux, le départ des filles vers les filatures, l’hémorragie des jeunes hommes avec la guerre de 1914-1918, l’attraction des grandes villes pour la recherche d’un emploi sûr et une vie plus confortable. Ensuite, tout se précipite avec la motorisation, les moyens de communications, l’attrait des loisirs, les études longues pour les jeunes.
Aujourd’hui, une nouvelle communauté supplante la traditionnelle. Les paysans frustes d’autrefois, héritiers, d’une langue ancestrale, ne parlaient que le patois. Ils ont laissé place aux retraités du baby-boom conservateurs de quelques parcelles de châtaigniers et d’oliviers entre deux visites touristiques, aux jeunes couples qui travaillent dans les villes voisines et aux Européens, attirés par le soleil et le charme de la région, restaurateurs des vieux mas et constructeurs de piscines. Ainsi se poursuit l’histoire des Courriols au travers de la mutation invariable du temps.

## Politique et administration

### Liste des maires
| Période                                  | Période   | Identité           | Étiquette | Qualité                    |
| ---------------------------------------- | --------- | ------------------ | --------- | -------------------------- |
| 1959                                     | 1965      | Maurice Roux       | PCF       |                            |
| 1965                                     | 1977      | Kléber Thomas      |           |                            |
| 1977                                     | 1985      | Jean Lengelle      |           |                            |
| 1985                                     | 2008      | François Sereni    | PCF       |                            |
| 2008                                     | 2014      | Denise Cesco       | PCF       |                            |
| 2014                                     | août 2018 | Jacques Sanfilippo | SE        | Retraité Fonction publique |
| août 2018                                | En cours  | Jean Bernard       | SE        |                            |
| Les données manquantes sont à compléter. |           |                    |           |                            |

## Population et société

### Démographie
L'évolution du nombre d'habitants est connue à travers les recensements de la population effectués dans la commune depuis 1793. Pour les communes de moins de 10 000 habitants, une enquête de recensement portant sur toute la population est réalisée tous les cinq ans, les populations de référence des années intermédiaires étant quant à elles estimées par interpolation ou extrapolation. Pour la commune, le premier recensement exhaustif entrant dans le cadre du nouveau dispositif a été réalisé en 2006.

En 2022, la commune comptait 283 habitants, en évolution de +1,43 % par rapport à 2016 (Gard : +2,97 %, France hors Mayotte : +2,11 %).
| 1793 | 1800 | 1806 | 1821 | 1831 | 1836 | 1841 | 1846 | 1851 |
| ---- | ---- | ---- | ---- | ---- | ---- | ---- | ---- | ---- |
| 478  | 433  | 477  | 525  | 615  | 606  | 607  | 607  | 713  |

| 1856 | 1861 | 1866 | 1872 | 1876 | 1881 | 1886 | 1891 | 1896 |
| ---- | ---- | ---- | ---- | ---- | ---- | ---- | ---- | ---- |
| 725  | 716  | 719  | 649  | 639  | 568  | 565  | 578  | 561  |

| 1901 | 1906 | 1911 | 1921 | 1926 | 1931 | 1936 | 1946 | 1954 |
| ---- | ---- | ---- | ---- | ---- | ---- | ---- | ---- | ---- |
| 564  | 526  | 504  | 437  | 411  | 321  | 281  | 238  | 237  |

| 1962 | 1968 | 1975 | 1982 | 1990 | 1999 | 2006 | 2011 | 2016 |
| ---- | ---- | ---- | ---- | ---- | ---- | ---- | ---- | ---- |
| 230  | 202  | 179  | 212  | 218  | 254  | 293  | 301  | 279  |

| 2021 | 2022 | - | - | - | - | - | - | - |
| ---- | ---- | - | - | - | - | - | - | - |
| 282  | 283  | - | - | - | - | - | - | - |

### Enseignement
La commune est rattachée à l'académie de Montpellier.

## Économie

### Revenus
En 2018  (données Insee publiées en septembre 2021), la commune compte 143 ménages fiscaux, regroupant 281 personnes. La médiane du revenu disponible par unité de consommation est de 19 280 € (20 020 € dans le département).

### Emploi
|                | 2008   | 2013   | 2018   |
| -------------- | ------ | ------ | ------ |
| Commune        | 10,9 % | 11,6 % | 10,1 % |
| Département    | 10,6 % | 12 %   | 12 %   |
| France entière | 8,3 %  | 10 %   | 10 %   |

En 2018, la population âgée de 15 à 64 ans s'élève à 140 personnes, parmi lesquelles on compte 67,1 % d'actifs (57 % ayant un emploi et 10,1 % de chômeurs) et 32,9 % d'inactifs,. En  2018, le taux de chômage communal (au sens du recensement) des 15-64 ans est inférieur à celui du département, mais supérieur à celui de la France, alors qu'en 2008 il était supérieur à celui du département.
La commune fait partie de la couronne de l'aire d'attraction d'Alès, du fait qu'au moins 15 % des actifs travaillent dans le pôle,. Elle compte 44 emplois en 2018, contre 53 en 2013 et 56 en 2008. Le nombre d'actifs ayant un emploi résidant dans la commune est de 81, soit un indicateur de concentration d'emploi de 54,1 % et un taux d'activité parmi les 15 ans ou plus de 38 %.
Sur ces 81 actifs de 15 ans ou plus ayant un emploi, 23 travaillent dans la commune, soit 28 % des habitants. Pour se rendre au travail, 92,4 % des habitants utilisent un véhicule personnel ou de fonction à quatre roues, 1,3 % les transports en commun, 5,1 % s'y rendent en deux-roues, à vélo ou à pied et 1,3 % n'ont pas besoin de transport (travail au domicile).

### Activités hors agriculture
26 établissements sont implantés  à Courry au 31 décembre 2019. Le tableau ci-dessous en détaille le nombre par secteur d'activité et compare les ratios avec ceux du département,.
Le secteur du commerce de gros et de détail, des transports, de l'hébergement et de la restauration est prépondérant sur la commune puisqu'il représente 46,2 % du nombre total d'établissements de la commune (12 sur les 26 entreprises implantées  à Courry), contre 30 % au niveau départemental.

### Agriculture
|               | 1988 | 2000 | 2010 | 2020 |
| ------------- | ---- | ---- | ---- | ---- |
| Exploitations | 12   | 10   | 12   | 5    |
| SAU (ha)      | 249  | 52   | 19   | 452  |

La commune est dans le Bas-Vivarais, une petite région agricole occupant une petite frange nord du département du Gard. En 2020, l'orientation technico-économique de l'agriculture  sur la commune est la polyculture et/ou le polyélevage. Cinq exploitations agricoles ayant leur siège dans la commune sont dénombrées lors du recensement agricole de 2020 (12 en 1988). La superficie agricole utilisée est de 452 ha,,.

## Culture locale et patrimoine

### Édifices civils
- Mine de fer de Pierre Morte : mine faisant partie de l'ensemble des mines et hauts fourneaux de Gagnières[28].

### Édifices religieux

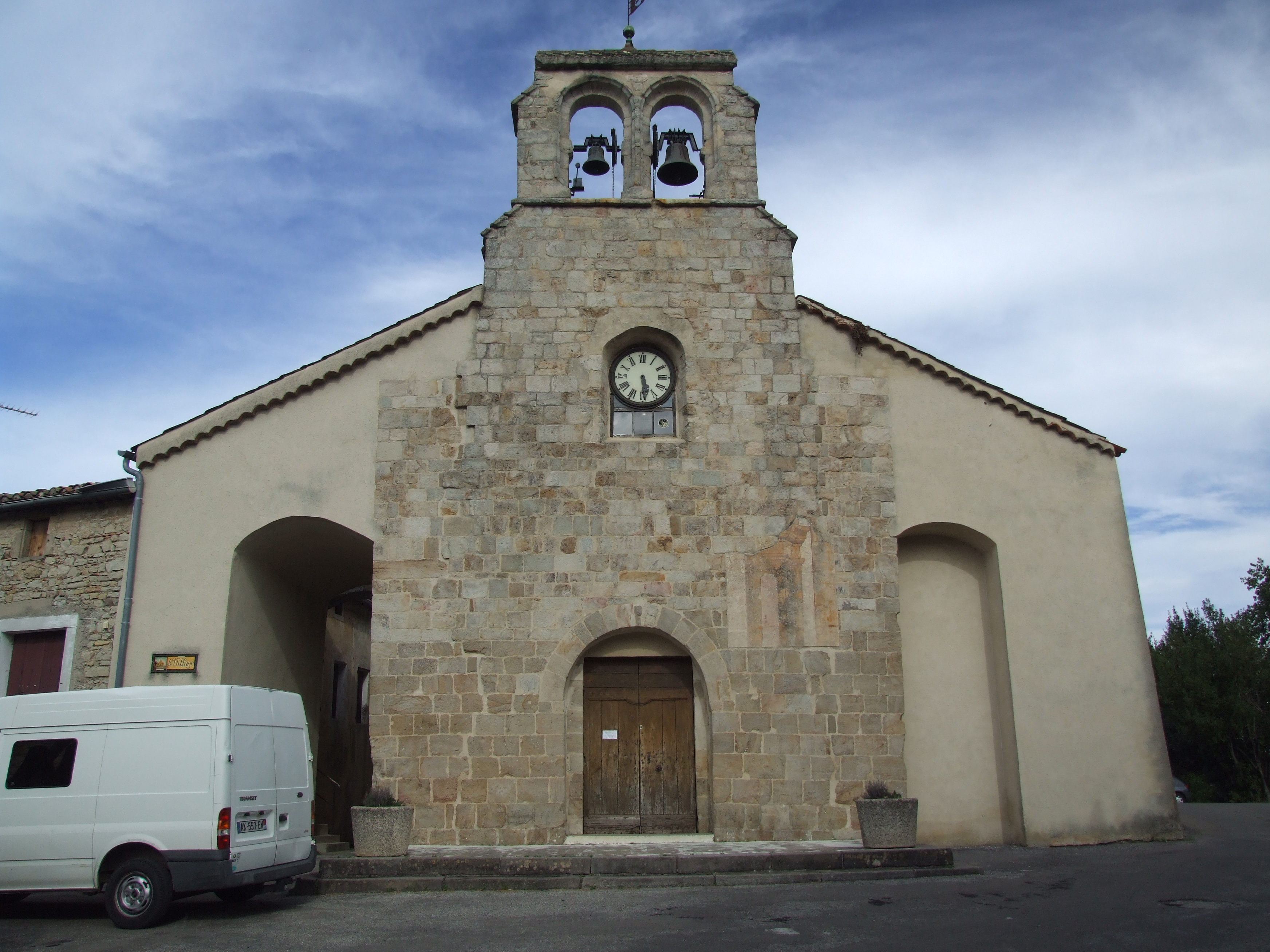
Église.

- Chapelle Saint-Sébastien de Courry (1722).
- Église de la Nativité-de-Marie de Courry, de style roman (XIIe siècle). Les Façades, les toitures et l'abside ont été inscrits au titre des monuments historiques en 1982[29].

### Patrimoine culturel

#### Originalité signalétique
La découverte du village est facilitée grâce à une signalétique originale des quartiers et des hameaux. Des plaques, sur céramique, portent le nom des différents lieux accompagné d’une image thématique.C'est madame Deudon, céramiste originaire de Beaurains, à côté d'Arras qui a réalisé toutes ces plaques. Cette réalisation et son financement ont été effectués à l’initiative de l’association Les Amis de Courry pour conserver la toponymie traditionnelle. Le flambeau vient d’être repris par l'association Le plateau des Gras.

### Patrimoine environnemental

#### Grotte de la Cocalière

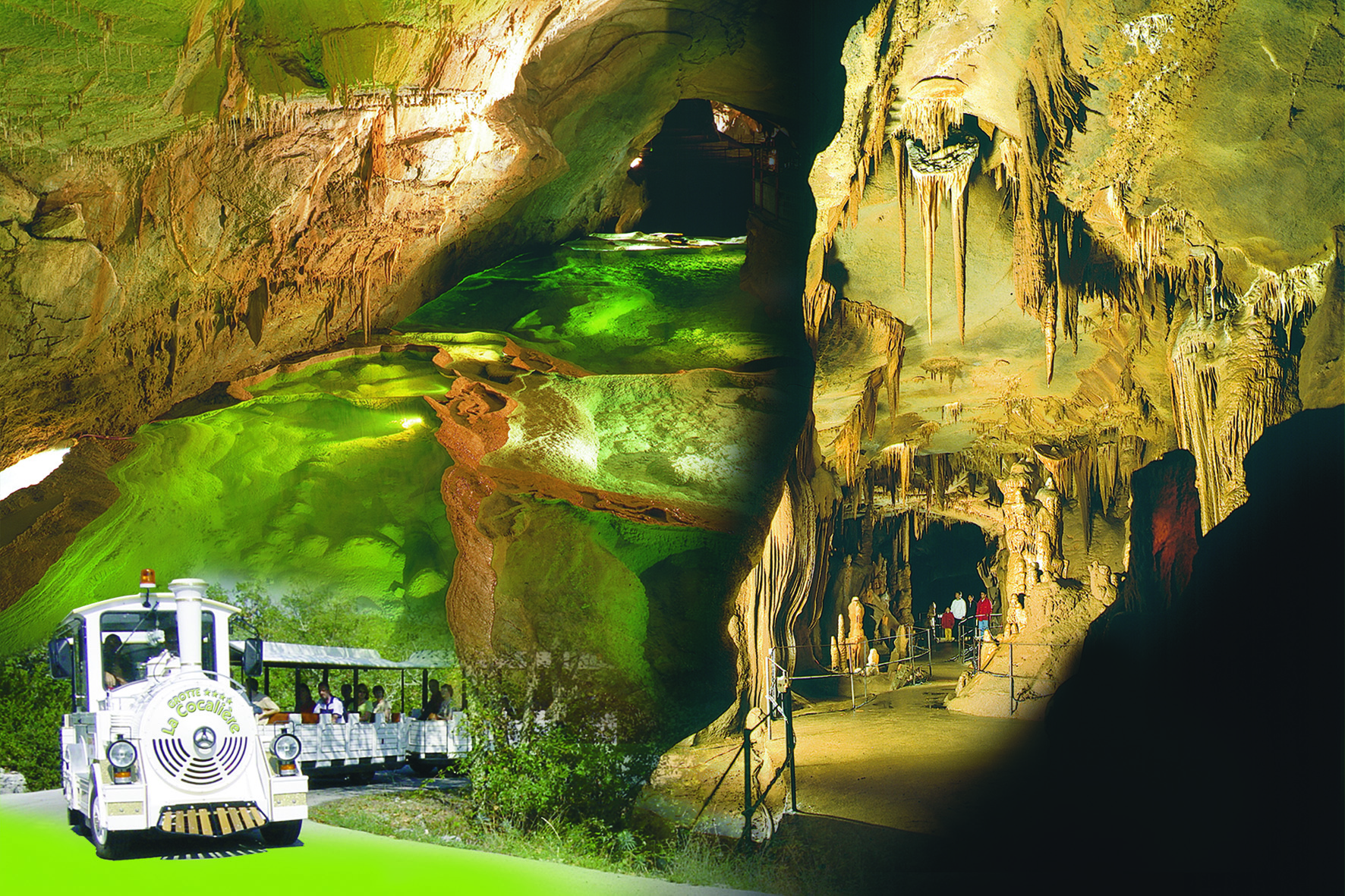
Visite de la grotte.

Aux confins du Gard et de l’Ardèche, blotti dans le piémont cévenol, le village de Courry a, aussi, son brevet d'ancienneté depuis la préhistoire. Proche de Saint-Ambroix et à l'écart de la route départementale D904 (axe Alès-Aubenas), il est peu connu, voire ignoré d'une majorité de gens. La découverte d'un important réseau karstique dans le sous-sol de la commune a permis d'ouvrir au public, depuis 1967, un tronçon touristique connu sous le nom de Grotte de la Cocalière. Cette cavité, dénommée parfois perle des Cévennes, a pour écrin le territoire de Courry.

#### Site de Saint-Sébastien
Une des collines dominantes de Courry porte le nom de site de Saint-Sébastien. Ce promontoire panoramique fait partie des curiosités de la région avec sa chapelle néo-romane érigée en 1722. Depuis 1989, deux demi-tables d’orientation géologique, placées à l’initiative de la mairie, renseignent les visiteurs sur les sommets environnants et sur les différentes formations géologiques du terroir courriol. Cette hauteur reste un domaine prisé pour la pratique du parapente. Une piste de décollage, face au nord, fait l’objet d’une activité intense aux beaux jours. Ce belvédère est, aussi, un passage de sentiers de randonnées. De nombreux clubs de marche ou des particuliers arpentent souvent cette montagne, autant pour le point de vue que pour l'attrait sportif au milieu d’une garrigue odorante. Même les chasseurs gardois ou ardéchois fréquentent ce site pour tirer le sanglier ou le chevreuil.

### Héraldique
|  | Courry possède des armoiries dont l'origine et le blasonnement exact ne sont pas disponibles. |